# Ofenschirm

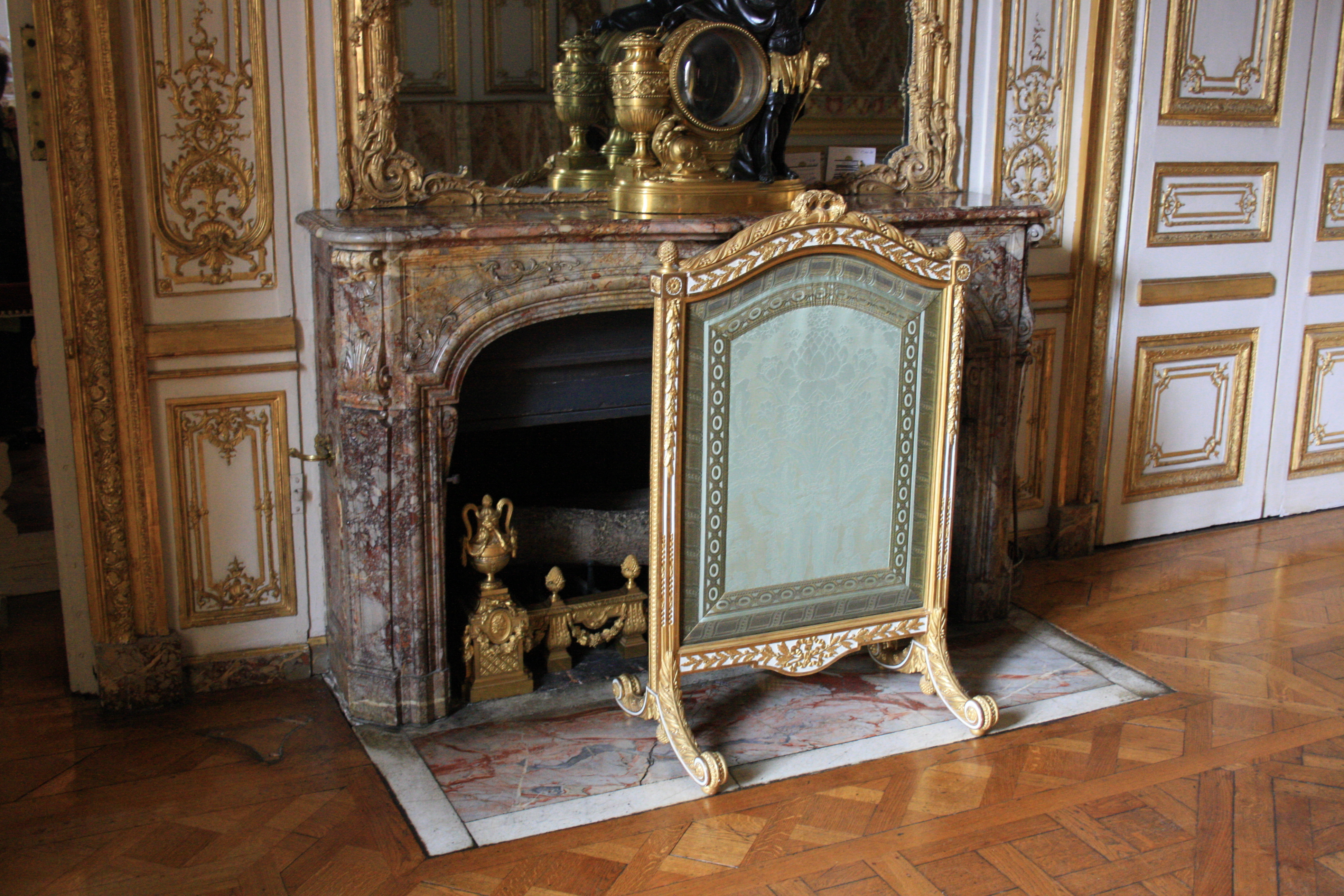
Offener Kamin im Schloss von Versailles, davor ein Feuerschirm

Ein Ofenschirm, auch Kaminschirm oder Feuerschirm genannt, ist eine frei aufstellbare Tafel, die dazu dient, übergroße Hitze eines Ofens oder offenen Kamins von Personen oder Möbelstücken fernzuhalten und im Raum zu verteilen. Bei offenen Kaminen und Feuerstellen schützt der Schirm auch vor Funkenflug, gleichzeitig hält er Zugluft ab, wenn kein Feuer brennt und verdeckt die unansehnliche Feuerstelle.
Als Wohnräume noch allgemein mit Öfen beheizt wurden, waren Ofenschirme recht verbreitet. Heute sind sie im Alltag kaum noch anzutreffen. In der Biedermeierzeit waren Ofenschirme oft mit besticktem Stoff bespannt und bildeten einen Dekorationsgegenstand. Er stand auch im Sommer, wenn nicht geheizt wurde, als Schmuck vor dem Ofen. Die Stickerei wurde vielfach von Frauen als Freizeitbeschäftigung ausgeführt. Manche Exemplare aus dieser Zeit sind höhenverstellbar, andere besitzen seitlich ausziehbare Tafeln, die eine Verbreiterung bilden. 
Ende des 19. Jahrhunderts wurden Ofenschirme meist industriell aus Blech gefertigt und farbig bemalt oder bedruckt. In dieser Zeit waren Ofenschirm oft dreiteilig, in der Art eines Paravents, so dass man sie zusammenklappen und leicht wegräumen konnte.